# Myoglossata
Myoglossata – klad motyli z podrzędu Glossata, klasyfikowany w randze kohorty.
Grupę tę wyróżnili po raz pierwszy w 1981 roku Niels Peder Kristensen i Ebbe Schmidt Nielsen. Cechą autapomorficzną Myoglossata jest wewnętrzne umięśnienie ssawki, które wedle wszelkiego prawdopodobieństwa wywodzi się z musculi stipitogalealis, należących do mięśni szczęk i łączących żuwki zewnętrzne z pieńkami szczęk. Ponadto przypuszcza się, że charakter autapomorfii tej grupy mogą mieć: lekkie powiększenie środkowego wyrostka skrzydłowego śródplecza oraz zakrzywienie do góry pierwszego akrotergitu i związane z tym położenie przyczepu mięśnia depresora tylnego skrzydła na powierzchnie zwróconej ku przodowi.
Do Myoglossata należy ponad 99% wszystkich znanych gatunków motyli. Według jednej z współczesnych klasyfikacji mają rangę kohorty i w obrębie Glossata przeciwstawiane są drugiej kohorcie: Dacnonypha. Same dzielą się natomiast na dwie podkohorty: monotypowe Myoglossata z infrarzędem Neopseustina oraz Neolepidoptera z infrarzędami Exoporia i różnoskrzydłych (Heteroneura).